# Iguazu flavofuscum
Iguazu flavofuscum är en nattsländeart som beskrevs av Schmid 1957. Iguazu flavofuscum ingår i släktet Iguazu och familjen Hydrobiosidae. Inga underarter finns listade i Catalogue of Life.